# Rasputina
Rasputina é uma banda de violoncelos e apalaches do Brooklyn, Nova Iorque formada em 1992, quando Melora Creager colocou um anúncio procurando integrantes para um banda de  violoncelos.
A violoncelista Julia Kent respondeu e as duas formaram um grupo chamado Traveling Ladies' Cello Society.
O Grupo é conhecido pelo seu estilo de música não convencional, com alegorias históricas e de moda, especialmente da Era Vitoriana
Creager escreve todas as letras do Rasputina, executa a maioria dos vocais, e cria um pouco da arte para os álbuns da banda, singles, e do website. 

## Discografia

### Álbuns
- Thanks for the Ether - Columbia Records, 1996
- How We Quit the Forest - Columbia Records, 1998
- Cabin Fever - Instinct Records, 2002
- Frustration Plantation - Instinct Records, 2004
- Oh Perilous World - Filthy Bonnet Co., 2007
- Sister Kinderhook - Filthy Bonnet Co., Junho 2010

### Ao vivo
- A Radical Recital - Filthy Bonnet Co., 2005
- Melora a la Basilica - 2008

### Singles e EPs
- The Olde HeadBoard - Columbia Records, 1998
- The Lost & Found (1st Edition) - RPM Records, 2001
- My Fever Broke - Instinct Records, 2002
- The Lost and Found, 2nd Edition - Instinct Records, 2003
- Transylvanian Regurgitations - Columbia Records, 1997

### Promocionais
- Transylvanian Concubine/The Vaulted Eel, Lesson #6 - Oculus Records 1993
- Three (3) - 1994
- Three Lil' Nothin's - 1996
- Transylvanian Regurgitations - Columbia Records, 1997